# Laodike (Tochter des Agapenor)
Laodike (altgriechisch Λαοδίκη Laodíkē) ist in der griechischen Mythologie die Tochter des Agapenor, des Königs des arkadischen Tegea, der auf der Heimfahrt von Troja nach Kypros verschlagen wurde, wo er das Heiligtum der Aphrodite in Paphos gründete.
Von dort sandte Laodike der Athena Alea einen Peplos nach Tegea. In Tegea gründete sie ein Heiligtum der paphischen Aphrodite.